# Oniryzm

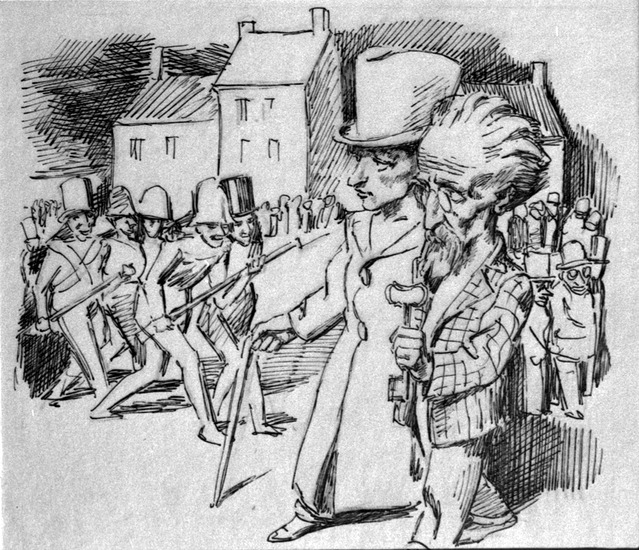
Rysunek autorstwa Brunona Schulza

Oniryzm (grec. oneiros „marzenie senne”) – konwencja literacka, polegająca na ukazaniu rzeczywistości na kształt snu, marzenia sennego, czasem koszmaru. Zwykle dzieło ma wtedy charakter irracjonalny, absurdalny, sprzeczny z zasadami prawdopodobieństwa. Zacierają się związki przyczynowo-skutkowe i logiczne następstwa wydarzeń.
Technika oniryczna była stosowana już w starożytności (w sposób bardzo prymitywny). Wprowadzano ją poprzez opowiadanie bohatera (bohaterów) o własnych marzeniach sennych, które zwykle miały znaczenie symboliczne. Jej rozwój przypada na wiek XX. W całkowicie nowy sposób konwencję tę wykorzystał Franz Kafka. Na polu literatury polskiej jej prekursorem był Bruno Schulz. W konwencji onirycznej tworzyli także poeci związani z katastrofizmem (Baczyński, Gajcy).